# Dzikowa
Dzikowa (niem. Ebersdorf) – wieś w Polsce położona w województwie dolnośląskim, w powiecie wrocławskim, w gminie Mietków.

## Podział administracyjny
W latach 1975–1998 miejscowość administracyjnie należała do województwa wrocławskiego.

## Demografia
Według Narodowego Spisu Powszechnego (III 2011 r.) liczyła 106 mieszkańców. Jest najmniejszą miejscowością gminy Mietków.

## Położenie i zabudowa
Niewielka wieś należąca do Gminy Mietków, położona na niedużym wzniesieniu. Wyróżniają się wielkością trzy gospodarstwa, prawdopodobnie dawne sołectwo dziedziczne i majątki. Zachowany jest zasadniczy układ miejscowości. Zabudowa jest w znacznym stopniu zniszczona, wiele budynków nie istnieje lub znajduje się w ruinie.

## Historia
Dzikowa w roku 1360 nazywała się Eberhrdi villa. Nazwa pochodzi od imienia Eberhard. W latach 1829–1945 nazywała się Ebersdorf. Polska nazwa została nadana po roku 1945 i jest tłumaczeniem ostatniej nazwy niemieckiej. Wieś znana już w średniowieczu, notowana w roku 1360, stanowiła własność katedry wrocławskiej, lecz po sekularyzacji dóbr kościelnych przeszła w ręce króla Prus. W 2. połowie XIX i 1. ćwierci XX wieku, dobra te były dzielone i wyprzedawane tak, że w roku 1937 w Dzikowej było 7 różnych majątków i sołectwo dziedziczne, znajdujące się od roku 1770 w posiadaniu rodziny von Barthel.